# Kikół (gromada)
Kikół – dawna gromada, czyli najmniejsza jednostka podziału terytorialnego Polskiej Rzeczypospolitej Ludowej w latach 1954–1972.
Gromady, z gromadzkimi radami narodowymi (GRN) jako organami władzy najniższego stopnia na wsi, funkcjonowały od reformy reorganizującej administrację wiejską przeprowadzonej jesienią 1954 do momentu ich zniesienia z dniem 1 stycznia 1973, tym samym wypierając organizację gminną w latach 1954–1972.
Gromadę Kikół z siedzibą GRN w Kikole utworzono – jako jedną z 8759 gromad na obszarze Polski – w powiecie lipnowskim w woj. bydgoskim, na mocy uchwały nr 24/8 WRN w Bydgoszczy z dnia 5 października 1954. W skład jednostki weszły obszary dotychczasowych gromad Kikół wieś, Kikół osada, Jarczechowo, Lubin, Grodzeń i Wolęcin ze zniesionej gminy Kikół w tymże powiecie. Dla gromady ustalono 25 członków gromadzkiej rady narodowej.
10 kwietnia 1956 (z mocą obowiązującą wstecz od 29 lutego 1956) do gromady Kikół włączono część wsi Konotopie o obszarze 14,27 ha (parc. br 82, 106 i 113) z gromady Jankowo w tymże powiecie.
1 stycznia 1969 do gromady Kikół włączono obszar zniesionej gromady Moszczonne oraz sołectwa Sumin i Konotopie ze zniesionej gromady Jankowo w tymże powiecie.
1 stycznia 1972 do gromady Kikół włączono sołectwa Hornówek, Walentowo, Wola, Trutowo i Sumin ze zniesionej gromady Wola w tymże powiecie.
Gromada przetrwała do końca 1972 roku, czyli do kolejnej reformy gminnej. 1 stycznia 1973 w powiecie lipnowskim reaktywowano gminę Kikół.